# 天主教阿爾托教區
天主教阿爾托教區（拉丁語：Dioecesis Altana）是玻利維亞一個羅馬天主教教區，屬拉巴斯總教區。
教區於1994年6月20日成立，位於拉巴斯省西部，2006年時有905,000名教友（佔轄區總人口74.2%）、54個堂區和46名司鐸。教區主教現時出缺，輔理主教為希奧瓦尼·埃德加爾·阿拉納和賈利·利馬奇-歐爾蒂斯。